# Ecnomus digitulus
Ecnomus digitulus är en nattsländeart som beskrevs av Cartwright 1998. Ecnomus digitulus ingår i släktet Ecnomus och familjen trattnattsländor. Inga underarter finns listade i Catalogue of Life.